# 名蔵川

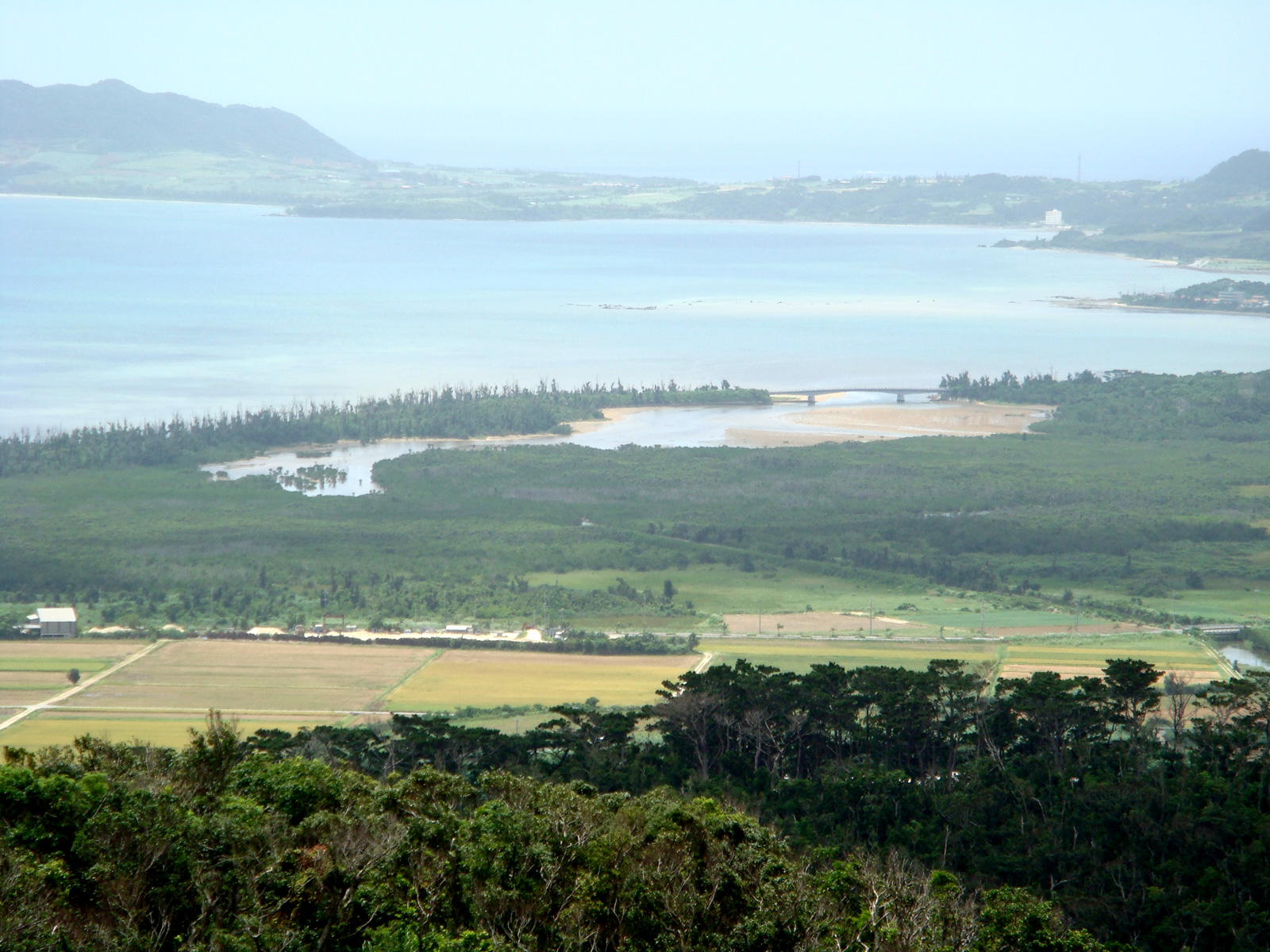
名蔵川河口（バンナ公園から）

名蔵川（なぐらがわ、のーらがー）は、沖縄県の石垣島を流れる二級河川。島の西部にある於茂登岳南麓から西流し、名蔵湾に注ぐ。島内では宮良川に次ぐ長さで、かつてはノーラフーカーラ（名蔵大川）とよばれた。

## 流域
上流域には1999年（平成11年）に名蔵ダムが完成し、農業用水として利用されている。流域は島内屈指の水田地帯で古くから開発が進み、下流の神田橋近くには下田原式土器が出土した大田原遺跡や、神田貝塚、名蔵貝塚群などがある。しかし大雨のたびに被害が出て放置される田も多かったため、乾隆5年（1740年）に初めて河川整備が行われた。また、流域では近年ウナギの養殖も行われている。河口部では1km以上の細長い砂洲が河口をふさぐように南北に形成されており、両端の切れ目から名蔵湾に水が流入する。その近くには名蔵橋が架かっている。
また、付近の干潟では祭の時に競馬が行われたという。支流の白水川は上水道の水源であり、近世には四箇村が管理していた。

## 生態
河口部は潟原またはアンパル（網張）と呼ばれる150ha程の湿地であり、アジア湿地目録に登録されている。ここにはオヒルギやヤエヤマヒルギ、メヒルギ、ヒルギモドキなどからなるマングローブ林やヨシ類が存在する。林にはここを北限とするミミモチシダが自生し、野鳥の飛来地としても知られる。カニや貝類なども生息し、ここに住む14種の蟹の生態を擬人化した「あんぱるぬみだがーま」という八重山古謡がある。